# Ідзава Тадаші
Ідза́ва Тада́ші (яп. 伊澤正, いざわただし, МФА: [id͡zawa tadaɕi̥], 15 травня 1953, Японія) — японський державний діяч дипломат. Надзвичайний і Повноважний Посол Японії в Україні (2008—2011).

## Біографія
Народився 15 травня 1953 року. У 1976 році закінчив Токійський університет, юридичний факультет.
У 1982 закінчив Школу Кеннеді при Гарвардському університеті (США), магістр адміністрації.
З червня 1982 — заступник директора Бюро торгової політики по Америці і Океанії.
З 1984 — заступник директора Департаменту природних ресурсів та нафтопереробки.
З червня 1986 — заступник директора, Генеральний директор Секретаріату внутрішніх справ.
З липня 1989 — секретар, міністр.
З липня 1990 — головний відділ планування, Міжнародне агентство з атомної енергії для атомної промисловості.
З травня 1991 — директор японського представництва Центру розвитку торгівлі в Брюсселі.
З липня 1994 — директор зі зв'язків із громадськістю секретаріату міністра.
З липня 1995 — директор агентства з атомної промисловості.
З липня 1997 — директор з питань торгової політики Бюро з питань регіонального співробітництва та Департаменту економічного співробітництва.
З серпня 1999 — директор з планування, природних ресурсів нафтового відділу.
З травня 2000 — спецпредставник Міністерства закордонних справ Японії.
З липня 2001 — заступник директора секретаріату міністра торгівлі з міжнародної торгової політики.
З 3 вересня 2008 року до 26 серпня 2011 року — Надзвичайний і Повноважний Посол Японії в Києві. Перебував на посаді в Україні з 3 листопада 2008 року до 2 жовтня 2011 року.